# Seveso
Seveso er en by og kommune 20 km nord for Milano, i provinsen Monza e Brianza i regionen Lombardiet i Italien. Byen har 23.882 (2023), og dens økonomi har traditionelt været baseret på møbelindustri.
Byens navn kommer af den nærliggende flod af samme navn. Floden løber gennem kommune i nordsyd-retning.
Kommunen er forholdsvist tæt bebygget, og de fleste personer er bosat i byen.
Byens historie kan spores tilbage til det 3. århundrede f.Kr., hvor området blev benyttet af Romerriget ved erobringen af Gallien. Omkring 780 blev klostret i Meda grundlagt. Byen blev i det 16. århundrede ramt af hungersnød og pestepidemier. I det 17. århundrede blev byen regeret af flere forskellige familier, hvor særlig familien Arese lod opføre en række væsentlige monumenter.
Byen er i dag formentlig bedst kendt for Sevesoulykken – det store giftudslip af dioxin, der fandt sted i 1976, da et industrianlæg i kommunen lækkede flere kilo dioxin, der medførte store skader.